# Runaway Daughters
Runaway Daughters è un film statunitense del 1956 diretto da Edward L. Cahn.

## Trama
Stati Uniti, anni cinquanta. Tre ragazze adolescenti vivono in famiglie con problemi di natura affettiva o economica. Audrey ha i genitori che pensano solo a sperperare soldi senza curarsi di lei; Dixie, abbandonata dalla madre in tenera età, è tenuta al guinzaglio dal padre padrone; Angela, abbandonata da entrambi i genitori e con un fratello rapinatore, si dà all'alcolismo. Le tre ragazze vengono quotidianamente tentate di trovare modi facili per far soldi e passano dalla parte del crimine quando rubano un'auto e si dirigono a Los Angeles.

## Distribuzione
Fu distribuito dalla American International Pictures. Alcune delle uscite internazionali sono state:
- novembre 1956 negli Stati Uniti (Runaway Daughters)
- 4 novembre 1957 in Danimarca
- in Messico (Adolescencia perdida)

## Promozione
La tagline è: "They called her "JAILBAIT"!".

## Remake
Un remake è stato realizzato nel 2004, Runaway Daughters, un film per la televisione con la regia di Joe Dante.